# Urania cacica
Urania cacica är en fjärilsart som beskrevs av Achille Guenée 1857. Urania cacica ingår i släktet Urania och familjen Uraniidae. Inga underarter finns listade i Catalogue of Life.